# أنديرس فريدريكسن
أنديرس فريدريكسن (بالنرويجية البوكمول: Anders Fredriksen)‏ هو لاعب هوكي الجليد نرويجي، ولد في 17 فبراير 1981 في فريدريكستاد في النرويج.

## وصلات خارجية
- أنديرس فريدريكسن على موقع EliteProspects.com (الإنجليزية)
- أنديرس فريدريكسن على موقع Eurohockey.com (الإنجليزية)